# یوداهادووا
یوداهادووا (به لاتین: Udahaduwa) یک منطقهٔ مسکونی در سری‌لانکا است که در استان مرکزی (سری‌لانکا) واقع شده‌است.